# Transformers: Pomsta poražených
Transformers: Pomsta poražených (v anglickém originále Transformers: Revenge of the Fallen) je první pokračování filmu Transformers natočeného roku 2007. Do českých kin byl uveden 25. června 2009. Film režíroval Michael Bay.

## Děj
Děj se odehrává dva roky, po prvním setkání Sama Witwickyho s Optimem Primem, Bumblebeem a dalšími roboty přicházejícími z planety Cybertron. Objeví se zde noví roboti, jako třeba Sideswipe, Grindor, Soundwave, Sideways, Long Haul, Mudflap a Skids (The Twins), Jolt, Jetfire, Devastator složený z šesti na sobě nezávislých robotů a hlavně Fallen, nový hlavní padouch. Vrátí se také Megatron, který vymění svou podobu kosmického letounu za podobu kybernetického tanku. Vrátí se i další roboti z prvního dílu, například Starscream a Ironhide s Ratchetem. Sam se dozví, že do války obřích robotů zapadá mnohem více, než se očekává, všechny údaje obsažené v Prajiskře se totiž přemístí do jeho mozku. Film začíná bitvou v Šanghaji, kde se vojenská skupina vedená kapitánem Lenoxem a Optimem Primem, zvaná NEST pokouší chytit Demolishera se Sidewaysem. Skupina NEST se skládá z Autobotů a vojáků a její poslání je hlídat Zemi a zničit na ní přeživší zbývající Decepticony. Sam se dostane na vysokou školu, kde se skamarádí s chlapcem jménem Leo, který jeho, Mikaelu i agenta Simmonse bude provázet až do konce jejich dobrodružství.

## Postavy
- Hlasy robotů: Peter Cullen, Hugo Weaving, Mark Ryan, Charlie Adler, Frank Walker, Tom Kenny, Jess Harnell, Robert Foxworth, Tony Todd, Grey DeLise, André Sogliuzzo

### Autoboti

#### Stálí
Optimus Prime
Vůdce autobotů, dříve se svým bratrem Megatronem vládl celému Cybertronu. Poté, co se Megatron vzbouřil a zanikl Cybertron, vede Autoboty a pro nastolení míru na Zemi je ochoten udělat cokoliv. Transformuje se do tahače kamionu Peterbilt 379. Ve filmu ho Megatron zabije ale v Egyptě ho Sam (Shia Labeouf) oživí s bájnou vůdcovskou matricí.
Bumblebee
Nejlepší Samův přítel by udělal vše pro záchranu celého lidstva a hlavně Sama. Přímo vyhledává lidské společníky ale na Cybertronu během války přišel o hlas. Transformoval se do žlutého Chevroletu Camaro SS. Spíše předstírá že neumí mluvit. Často mluví přes rádio ale v prvním díle řekl 2 věty svým pravým hlasem: "Dovolte mi promluvit, pane." a "Přál bych si, zůstat s tím chlapcem."
Ironhide
Osobní ochránce Optima Prima. Expert na zbraně, který se pustí do boje s každým Decepticonem, má nejvíce bojových zkušeností. Transformuje se do černého terénního vozidla (značky GMC). Větší pick-up.
Ratchet
Autobotí lékař, který pohotově ošetří každé zranění. Všechny konflikty se pokouší řešit domluvou, ale když na to dojde, je z něj skvělý bojovník. Transformuje se do zelené sanitky (modifikované verze Hummer H2).

#### Noví
Sideswipe
K boji stvořený Autobot, který je úhledný, rychlý a cílevědomý v bitvě. Zaměřuje své protivníky s absolutní přesností a své silné meče používá také k práci. Transformoval se do rychlého stříbrného Chevroletu Corvette Stingray. Je to Autobotský trenér bojového umění.
Mudflap a Skids (Dvojčata)
Dva neustále se kočkující robůtci. Transformovali se do malých chevroletů - Mudflap do červeného a Skids do zeleného. Nejprve se oba 2 transformovaly do zmrzlinářského auta a pak do chevroletu.
Arcee
Růžový autobot ženského pohlaví má ještě dvě sestry (Chromia a Elita One). Není tak velká jako ostatní Autoboti, ale dokáže si zjednat patřičný respekt. Transformovala se do růžové motorky.
Jetfire
Původně Decepticon, který se přidal na stranu Autobotů. Už není v nejlepší kondici, a proto rezne a trpí častými poruchami. Pravý veterán mezi transformery. Transformoval se do Blackbird (staré stíhačky). Ve filmu si vytrhnul jiskru aby pomohl Optimovi zabít Fallena. Ve filmu ješte zabil Scorponoka.
Jolt
autobot s elektrickými biči. Transformoval se do modrého Chevroletu Volt.
Wheelie
Decepticon. K Autobotům se přidá asi v polovině filmu. Transformoval se do malého autíčka (na ovládání).

### Decepticoni

#### Stálí
Megatron
Vůdce Decepticonů nenávidí všechny rasy ve vesmíru, kromě své a je odhodlán zničit cokoliv, co mu přijde do cesty. Nenávidí dokonce i svého bratra Optima Prima. V prvním filmu se transformoval do kosmického letounu, v druhém díle pak bude vlastnit podobu kybernetického tanku. V prvním filmu měl za zbraň něco jako kuš a ve druhém filmu měl zvláštní zbraň v pravé ruce. Mohl z ní střílet i bojovat na blízko čepelí. Ve filmu mu Optimus odstřelil pravé oko, odseknul mu pravou ruku a odstřelil ho. Megatron se proboural skrz stěnu a odtrhly se mu pásy na nohách.
Starscream
Megatronův služebník, který však chce svého pána svrhnout. Ve druhém filmu bude chtít zabránit ostatním Decepticonům v jeho vzkříšení, ale když se Megatron z věčného spánku probudí, tak bude předstírat, že mu pořád věrně sloužil. Zbraně má od většiny Deceptikonů v obou rukách. Transformuje se do stíhačky F22 Raptor.
Bonecrusher
Vrací se zpět. Transformační mód má stejný jako v prvním filmu.
Scorponok
Deceptikon vypadající jako velký štír, může střílet z rukou. Vypustil ho Blackout a taky ho poslouchá na slovo. Nemá známý žádný další mód.

#### Noví
Fallen
Jeden z prvních sedmi "Primů", stvořených Prajiskrou. Své bratry zradil a oni se obětovali, aby před ním navěky uzavřeli bájnou Vůdcovskou Matrici. Sam s Mikaelou ji najdou a Fallen se pro ni vrací, aby se mohl pomstít. Ve filmu má podobu kybernetického letounu a jediný, kdo ho dokáže zastavit je poslední Prime, tedy Optimus. Ve filmu mu Optimus odsekne několik prstů na rukách, probodne ho, palicí mu urve obličej a vytrhne mu jiskru.
Soundwave
Megatronův vrchní rozvědčík, který na sebe bere podobu jakéhosi Cybertronského satelitu vypadajícího jako stíhačka, se nabourá do satelitu Pentagonu a vyšle na Zemi Ravage. Své útočiště ve vesmíru neopouští a zůstává připojený k satelitu.
Sideways
Transformuje se na stříbrné Audi R8, rychlý, mrštný a mazaný bojovník. Strašpytel, který doufá, že ho jeden z Constructionů, se kterým je v Šanghaji ochrání. Ve filmu ho Sideswipe rozřízne na 2 půlky.
Dead End
Sidewaysův bratr až na to, že vyhledával boj. Jeho transformační mód je stejný jako Sidewaysův.
Long Haul
Monstrózní Decepticon, který je ještě větší než Grindor, je oddaný Megatronovi. Jeho velikost a jeho síla jsou jeho přednostmi, avšak je pomalý a nemotorný.
Devastator
Děsivý, čtyřicet metrů vysoký robot složený ze sedmi Constructionů (Rampage, Long Haul, Overload, Mixmaster, Scavenger, High Tower a Scrapper). On sám se v nic netransformuje ale má schopnost nasávat věci svou obří tlamou a následně je drtit. Ve filmu se podobá spíše robotickému dinosarovy ale v seriálu vypadá jako obří zelený robot.
Ravage
Nebezpečná šelma, která podobně jako Scorponok z prvního dílu nemá žádný další mód. Svého páníčka Soundwavea poslouchá na slovo. Má jedno oko a na zádech zbraně. Je rychlá a nebojí se zaútočit ani na Bumblebeeho.
Doctor Scalpel
Menší robot podobný Frenzymu z prvního filmu oživí s ostatními Decepticony Megatrona. A poté v továrně mučí Sama a snaží se z něj dostat tajné informace. Transformuje se do mikroskopu.
Pretender
Robot transformující se do podoby dívky jménem Alice, která se pokusí Sama svést, pak z něj dostat informace a zabít ho.
Demolisher
Transformuje se do Terex RH 400. Je to obrovské monstrum jedoucí vždy na jednom kole. Prorokuje návrat Fallena na Zemi a je společník Sidewayse.
Ejector
Malý kuchyňský robot oživený na začátku filmu. Vznikne z topinkovače.
Thrust
Transformuje se do stejné stíhačky jako Breakaway. Je to jeho bratr. Thrust hledá k boji stejně silné a silnější nepřátele a vždycky ví, kdy prohraje nebo vyhraje. Nevýhoda je, že je jen ve hře.
Rampage
Tedy v českém překladu bagr, který si to na konci filmu rozdá s Bumblebeem v jeho jackhammer módu.
Scrapper
Ve filmu byl krátce. Hodil po Samovi svou obrovskou kouli která tvořila jeho levé zápěstí. Transformuje se do bagru.
Overload
Overload se transformuje do obrovského, velmi dlouhého náklaďáku. Ve filmu byl krátkou dobu. Když byli v lodi a skákali do moře oživit Megatrona, tak byl tím červeným, který skočil.
Insecticon
Tedy v českém překladu Hmyzák bude spolu s ostatními decepticony prohledávat poušť a hledat Sama.